# Georgia Tbilisi TV Broadcasting Tower

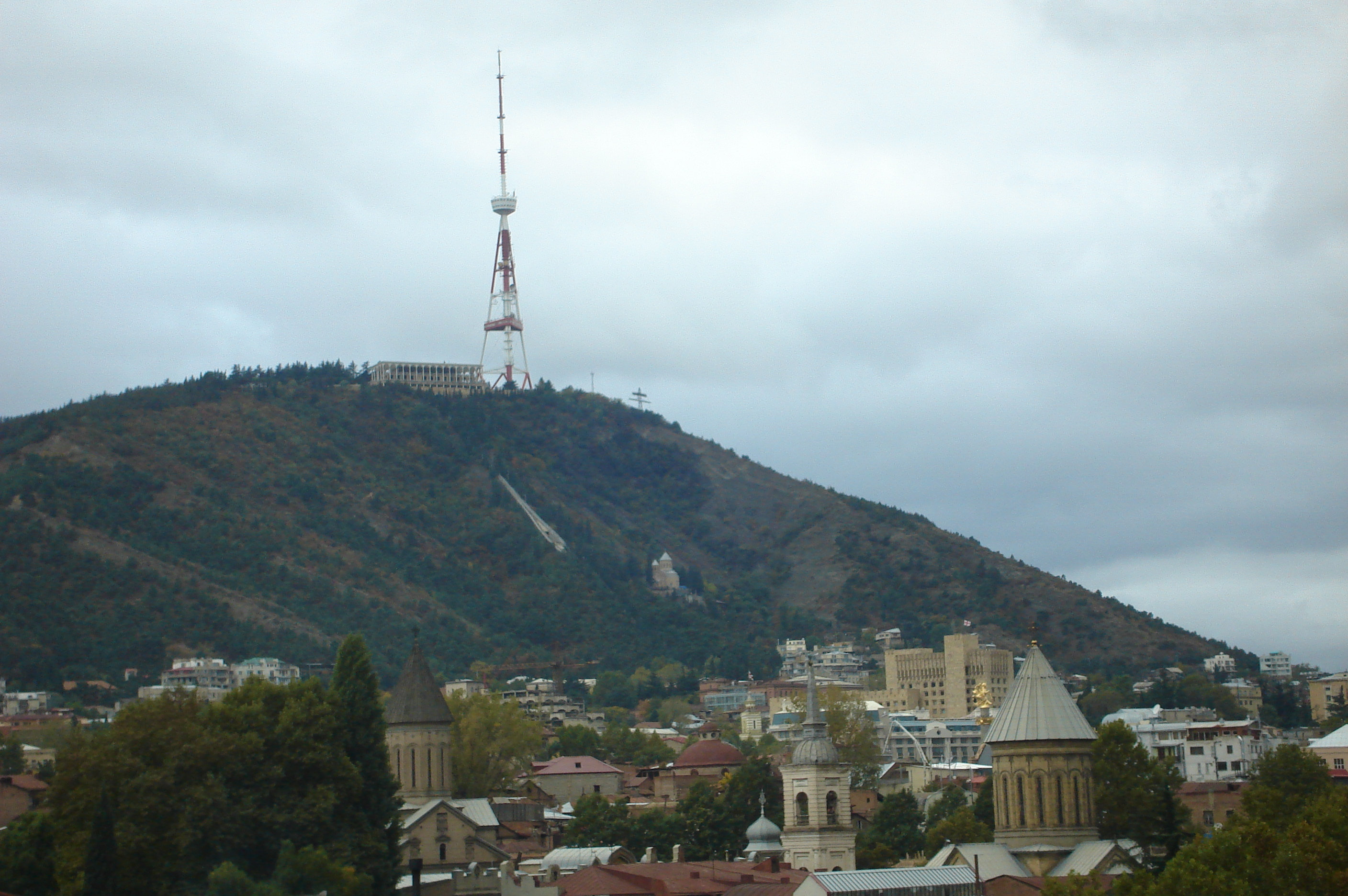
Torre no Monte Mtats'minda, Tbilisi, Georgia

Georgia Tbilisi TV Broadcasting Tower (თბილისის ტელეანძა) foi construída em 1972 na cidade de Tbilisi, Geórgia. Tem 274,5 m (901 pés) e é actualmente a 57ª torre mais alta do mundo.